# T-55AGM
T-55AGM là một loại xe tăng hạng trung được Ukraina hiện đại hóa từ T-54/55, do công ty Morozov phát triển. Đây là mẫu cải tiến của xe tăng T-54/55 lên các tiêu chuẩn của xe tăng T-80. Gói thầu T-55AGM có thể được áp dụng cho xe tăng kiểu 59 của Trung Quốc và T-62. Vì những nâng cấp này chỉ phát triển dành cho xuất khẩu, các biến thể có thể khác biệt rất nhiều tùy theo nhu cầu của khách hàng.

## Thông tin kỹ thuật
Chiếc xe tăng này được trang bị một động cơ diesel 5TDFM có công suất 850 mã lực (634 kW).
T-55AGM được trang bị giáp phản ứng nổ, hệ thống chữa cháy mới, bộ nạp đạn tự động 18 viên và súng máy phòng không có thể được nhắm và bắn từ bên trong tháp pháo dưới sự bảo vệ hoàn toàn của giáp. Pháo phòng không được lắp trên vòm của người chỉ huy và có thể bắn vào cả mục tiêu trên không lẫn mặt đất.
Khách hàng có thể lựa chọn giữa hai tùy chọn vũ khí chính: pháo nòng trơn KBM1 125 mm hoặc pháo nòng trơn KBM2 120 mm. Cả hai loại có thể bắn đạn thông thường và tên lửa điều khiển chống tăng (ATGM), có thể tiêu diệt xe tăng hiện đại từ khoảng cách 2000–3000 m và lên đến 5000 m khi sử dụng ATGM. Xe tăng có thể mang ít nhất 30 viên đạn. Loại pháo cỡ nòng KBM1 125 mm nặng 2,5 tấn, dài 6 m (48 calibers) và có thể bắn các loại đạn APFSDS, HEAT và HE-FRAG, trong khi pháo KBM2 nặng 2,63 tấn, dài 6 m (50 calibers) và có thể bắn tất cả các loại đạn đáp ứng các yêu cầu theo chuẩn NATO và ATGM do Ukraina chế tạo. Xe tăng được trang bị súng máy đồng trục PKT-7.62 hoặc KT-7.62 với cơ số đạn 3000 viên. Nó còn được trang bị súng máy hạng nặng KT-12.7 hoặc NSVT-12.7 cho mục đích phòng không với cơ số đạn 450 viên. Tầm bắn hiệu quả khoảng 2 km vào ban ngày và 800 m vào ban đêm. Súng máy hạng nặng có góc nâng từ -5 đến +70 độ. Điều khiển từ xa cho súng máy phòng không được ổn định ở trục thẳng đứng trong chế độ tự động (sử dụng kính ngắm TKN-5) và sử dụng kính ngắm PZU-7 cho chế độ bán tự động.